# Cidariophanes ornata
Cidariophanes ornata là một loài bướm đêm trong họ Geometridae.